# Allianz vun Humanisten, Atheisten an Agnostiker
De Allianz vun Humanisten, Atheisten an Agnostiker (Nederlands: Alliantie van Humanisten, Atheïsten en Agnosten) is een Luxemburgse vereniging die de belangen behartigt van atheïsten, humanisten, skeptici en agnosten in het Groothertogdom. Zij steunt ook explicit secularistische standpunten. Haar officiële afkorting is A.H.A. Lëtzebuerg; dit wordt meestal verkort tot AHA, soms met een extra uitroepteken. De AHA werd op 13 mei 2010 opgericht als een vereniging zonder winstoogmerk (asbl). AHA is lid van de Europese Humanistische Federatie en de International Humanist and Ethical Union. Huidig voorzitter is bioloog Laurent Schley.

## Geschiedenis
Om historische redenen, vooral vanwege de eeuwenlange onderhorigheid aan het Huis Habsburg, is een groot deel van de Luxemburgse bevolking formeel lid van de Rooms-Katholieke Kerk (2002: 94%). In het midden van de jaren 2000 begon echter een proces waarbij de steeds nauwe verwikkeling tussen kerk en staat in Luxemburg ter discussie werd gesteld. Dit werd deels gestimuleerd door enkele gebeurtenissen, zoals het debat over seksueel misbruik binnen de Rooms-Katholieke Kerk en de religieus gemotiveerde weigering van de Groothertog om een euthanasiewet te tekenen die al door het parlement was aangenomen. Dit leidde in 2007 tot de vorming van een verbond van acht organisaties, die zich de scheiding van kerk en staat ten doel stelde. Ondertussen werden een heleboel mensen steeds meer vervreemd van het gedachtegoed van de kerk, terwijl ze er nog steeds lid van waren, waarmee de huidige situatie in stand werd gehouden. Dit was in 2009 aanleiding voor zowel de vereniging Liberté de conscience ("Gewetensvrijheid") en het internetportaal sokrates.lu om de website Fraiheet.lu ("Vrijheid.lu") te lanceren om zo burgers te informeren over de opties om de kerk te verlaten. In 2010 werd een petitie opgezet onder de naam Trennung.lu ("Scheiding.lu"), die de scheiding tussen kerk en staat in Luxemburg eiste. Het initiatief werd onder andere gesteund door de jeugdafdelingen van verschillende politieke partijen.
Deze ontwikkelingen leidden uiteindelijk in voorjaar 2010 tot de oprichting van de AHA. De bedoeling was om de tot dan toe verspreide georganiseerde activiteiten door humanistisch, atheïstisch, agnostisch, skeptisch en secularistisch denkende mensen onder een vlag te verenigen. De oprichting werd onder andere verwelkomd door politici van verscheidene partijen. Kort daarna zorgden verschillende acties, regelmatige persberichten en bijdragen aan debatten voor weerklank in de landelijke media. In april 2011, werd door AHA onder parlementariërs een enquête gehouden waarin hen naar hun mening werd gevraagd over de financiële scheiding tussen kerk en staat en ook over levensbeschouwelijk neutraal ethisch onderwijs op scholen. De leden van de Chrëschtlech Sozial Vollekspartei (CSV), de grootste partij in Luxemburg, waren de enige parlementariërs die de vragenlijst niet invulden. De website Fraiheet.lu werd in mei 2011 overgenomen door de AHA.
De AHA wordt van de kant van het rooms-katholieke aartsbisdom Luxemburg als gesprekspartner erkend. In december 2011 vergaderden leden van de Alliantie met de Luxemburgse aartsbisschop Jean-Claude Hollerich en andere vertegenwoordigers van het aartsbisdom. Hoewel de ontmoeting duidelijk verschillende standpunten liet zien, kon men het ook op verschillende terreinen eens worden. Men kwam overeen met elkaar in dialoog te blijven. In januari 2015 eisten de AHA en zes andere niet-religieuze organisaties een plek aan de onderhandelingstafel over de toekomstige staatssubsidies aan religies en de voortzetting van godsdienstlessen op openbare scholen: ze eisten dat allebei zouden worden afgeschaft.

## Standpunten
De AHA heeft vier hoofddoelen:
- Scheiding van kerk en staat: de AHA streeft naar een beperking van de staatssubsidie aan kerken en naar een levensbeschouwelijk neutrale staat. Zij is voor seculier (openbaar) onderwijs in plaats van de momenteel bestaande godsdienstlessen op scholen.[14]
- Ethiek vrij van dogma's: een moraliteit gebaseerd op humanisme dient verkozen te worden boven een religieuze, die mensen positief of negatief discrimineert op grond van hun religieuze gezindte.[15]
- Weten in plaats van geloven: wetenschappelijke inzichten dienen niet in vraag gesteld te worden door religieuze dogma's. Dit is het geval met bijvoorbeeld de evolutietheorie, die verworpen wordt door pleitbezorgers van het creationisme.[16]
- Vieren – zonder "God": de AHA steunt een vieringscultuur die niet aansluit bij religieuze tradities zoals het doopsel, de communie of het kerkelijk huwelijk; in plaats daarvan bevordert ze seculiere alternatieven.[17]

Met haar programma sluit de AHA nauw aan bij de Duitse Giordano-Bruno-Stiftung.

## Activiteiten

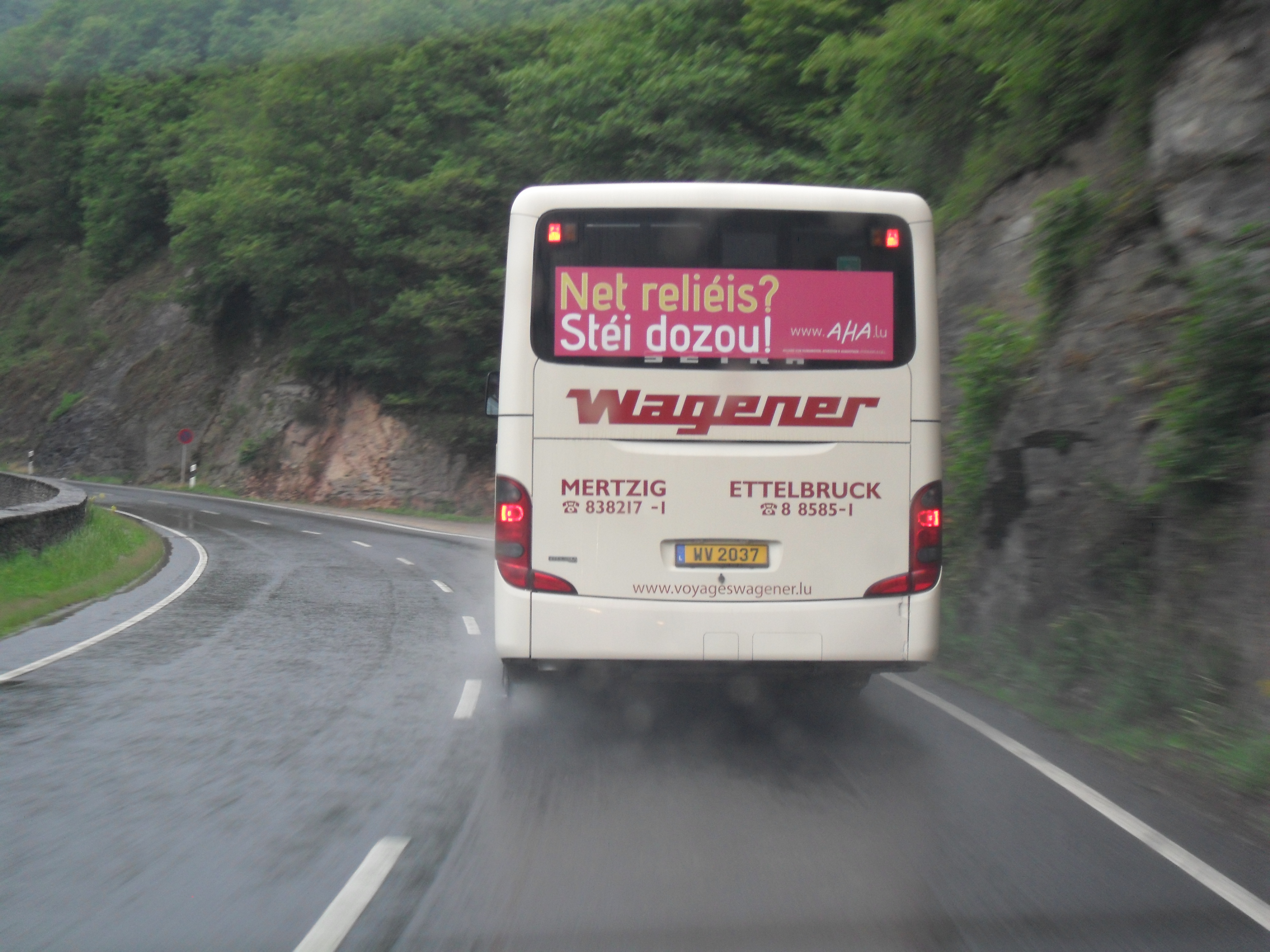
Buscampagne Luxemburg, voorjaar 2011:
"Niet religieus? Kom ervoor uit!"

Een van de eerste grote acties van de AHA was een onafhankelijke posteractie in het voorjaar van 2011, in het kader van de wereldwijd gehouden Atheist Bus Campaign. Na het kiezen van de slogan Net reliéis? Stéi dozou! ("Niet religieus? Kom ervoor uit!") trachtte zij mensen over te halen om hun ongeloof in religieuze ideeën niet langer te verbergen, maar er publiekelijk voor uit te komen. De campagne was aanleiding voor een verhitte discussie over de vrijheid van meningsuiting versus religieuze discriminatie, waarbij sommige mensen opriepen om de campagne op te schorten. Parlementariërs van Déi Gréng, Déi Lénk, de LSAP en de Demokratesch Partei vroegen de Minister van Verkeer Claude Wiseler of en zo ja waarom de campagne zou worden onderbroken. Omdat de campagne echter binnen de grondwettelijke vastgelegde vrijheid van meningsuiting viel, had de regering het niet kunnen verbieden; alleen de vervoersbedrijven kunnen reclames weigeren of annuleren en die zagen daartoe geen reden.
De AHA neemt ook intensief deel aan het publieke debat over de herziening van de Luxemburgse Grondwet. In haar huidige vorm gaat de Grondwet terug op de situatie van 1868 en belangrijke maatschappelijke en politieke actoren beschouwt het als achterhaald en niet meer geschikt voor de huidige tijd. De nadruk van de AHA ligt op het instellen van een zuivere scheiding van kerk en staat. In een brief aan de Minister van Religieuze Zaken François Biltgen van 25 november 2012 drong de AHA aan op:
1. Invoering van unieke lessen ethiek voor alle leerlingen;
2. Strikte financiële scheiding tussen de staat en religieuze of levenbeschouwelijke overtuigingen;
3. Afschaffing van alle momenteel in werking zijnde conventies;
4. Afschaffing van artikelen 22, 106 en 119 van de Grondwet;
5. Invoering van een grondwettelijk artikel dat een seculiere staat vastlegt;
6. Herbestemming/transformatie van een aantal religieuze gebouwen voor sociale, culturele, commerciële of sportieve doeleinden;
7. Financiering van de resterende religieuze gebouwen dient te worden gedaan door de religieuze gemeenschappen zelf.

Sinds 2012 heeft de AHA verscheidene publieke acties gehouden tijdens pasen, waarbij zij ook informatie leverde over kerkverlating. Dit gebeurt naar analogie van gelijksoortige evenementen in Duitsland en met toespelingen op de paashaas zoals Huesefest ("Hazenfeest").